# Rafael Pinto Pedrosa
Rafael Pinto Pedrosa (* 30. September 2007 in Pforzheim) ist ein deutsch-portugiesischer Fußballspieler. Der rechte Verteidiger spielt derzeit beim Karlsruher SC.

## Karriere

### Verein
Pinto Pedrosa begann seine fußballerische Laufbahn in seiner Heimatstadt beim unterklassigen SV Kickers Pforzheim. Als Neunjähriger schloss er sich der Jugend des Karlsruher SC an und durchlief dort die Jugendmannschaften bis zuletzt zur U-19-Mannschaft, in deren Kader er aktuell steht. Im Winter 2024 wurde Pinto Pedrosa mit ins Trainingslager der Profimannschaft genommen und reiste nach Saisonende auch mit ins Sommertrainingslager.
Sein Profidebüt in der 2. Fußball-Bundesliga feierte Pinto Pedrosa für den Karlsruher SC am 13. September 2024 (5. Spieltag) beim 2:0-Heimsieg gegen den FC Schalke 04, als er kurz vor Spielende von Trainer Christian Eichner für den angeschlagenen Stammrechtsverteidiger Sebastian Jung eingewechselt wurde. Mit einem Alter von 16 Jahren 11 Monaten und 14 Tagen war er damit der bis dato fünftjüngste Zweitligadebütant der Zweitligageschichte. Im Laufe der Saison absolvierte er einige weitere Spiele, hauptsächlich als Einwechselspieler, konnte Sebastian Jung aber nicht dauerhaft aus der Startelf verdrängen. Im April 2025 unterzeichnete er seinen ersten langfristigen Profivertrag.

### Nationalmannschaft
Im März 2024 debütierte Pinto Pedrosa in der deutschen U17-Nationalmannschaft beim EM-Qualifikationsspiel gegen Kroatien. Im September 2024 debütierte er - obgleich noch immer spielberechtigt für die U17-Mannschaft - bereits in der deutschen U18-Nationalmannschaft.

## Privates
Er besitzt die deutsche und portugiesische Staatsbürgerschaft, geht auf das Otto-Hahn-Gymnasium Karlsruhe und hört am liebsten spanische Musik.